# Allison Mack
Allison Christin Mack (Preetz, Alemanha, 29 de julho de 1982) é  uma ex atriz alemã naturalizada estadunidense de cinema e televisão. Mais conhecida por atuar como Chloe Sullivan em Smallville, uma repórter e amiga de Clark Kent, onde ganhou notoriedade e Amanda na série da FX, Wilfred.
Em fins de 2017 foi revelada sua participação no culto sexual chamado DOS (acrônimo para a expressão em latim dominus obsequious sororium e que pode ser traduzido como "senhor/mestre de companheiras obedientes") e que se escondia sob uma organização de auto-ajuda denominada NXIVM, no qual teria papel de destaque no recrutamento de mulheres para se tornarem escravas sexuais. Em abril de 2018 Mack foi presa pelo FBI sob a acusação de tráfico sexual, conspiração para tráfico sexual e conspiração para trabalho forçado. Foi condenada a três anos de prisão em julho 2021, além de pagar uma multa de vinte mil dólares.

## Biografia
Nascida na cidade de Preetz, então na Alemanha Ocidental, e se mudou para os Estados Unidos quando tinha apenas dois anos. Começou na carreira com apenas quatro anos de idade, fazendo propaganda para "German Chocolate" (Chocolate Alemão). Trabalhou como modelo por um breve período e iniciou o estudo de atuação aos sete anos, no The Young Actors Space em Los Angeles.

### Participação na seita NXIVM
Em outubro de 2017 o jornal The New York Times revelou em reportagem o lado obscuro da entidade de auto-ajuda NXIVM, onde entrevistava parentes e ex-membros do grupo; dentro dele um sub-grupo chamado DOS se formou, em estrutura de pirâmide, com a finalidade de recrutar mulheres que, servindo aos mestres superiores na hierarquia, eram responsáveis por seus próprios recrutamentos.
Já nesta época foi revelado que Mack desempenhava ali um papel de destaque, abaixo apenas de seu líder, Keith Ranieri, a quem serviam como escravas sexuais; as ingressas tinham que fornecer informações comprometedoras de parentes e amigos, imagens nuas, dados bancários - além de seguir a rígidas dietas e exercícios - que as mantinham sob chantagem para não abandonarem o grupo; Mack manteria esses dados na plataforma Dropbox.
Segundo o ex-publicitário da NXIVM, Frank Parlato, ela fora tanto uma vítima quanto uma vitimizadora: "Ela foi tanto uma mentora quanto uma inocente útil para Raniere" - declarou. Além das extorsões, as mulheres seriam espancadas e obrigadas a se marcarem com as iniciais de Mack e Ranieri em seus corpos.

Marcas a ferro com as iniciais de Keith Ranieri (KR) e Allison Mack (AM).

Um tweet de 2016 mostra Mack procurando convencer a também atriz Emma Watson a falar com ela sobre a NXIVM. Em março de 2018 Kristin Kreuk, com quem Mack contracenara em Smallville, veio a público desmentir que também atuara como recrutadora da seita; rumores veiculados no ano anterior davam conta de que teria sido ela, Kreuk, quem levara Allison para o grupo.
No dia 20 de abril de 2018, Allison participou de uma audiência de custódia junto ao tribunal federal no Brooklyn, em Nova Iorque, da qual ficou determinada sua detenção, com nova audiência no dia 24 do mesmo mês. Nesta audiência a promotora Moira Kim Penza afirmou que "Sob o disfarce de empoderamento feminino, Mack atraia mulheres até que elas se encaixassem no ideal sexual de seu colega, e ela visava mulheres vulneráveis".
Segundo a promotoria, Mack "recrutou mulheres para se juntar ao que supostamente era um grupo de orientação feminina que foi, de fato, criado e liderado por Keith Raniere (...) exigia direta ou implicitamente que seus escravos (...) se envolvessem em atividade sexual com Raniere (...) Em troca disso, Mack recebeu benefícios financeiros e outros", em acusações de tráfico sexual que podem render penas superiores a quinze anos de prisão; Raniere já havia sido preso pelo FBI em março de 2018, no México.
Em 26 de março, Mack foi solta após pagar uma fiança de cinco milhões de dólares, e o compromisso de permanecer em prisão domiciliar sob a guarda de seus pais; o juiz federal Viktor Pohorelsky determinou ainda que ela estava proibida de manter qualquer contato com a NXIVM, seus membros ou com o líder Raniere.
No dia 8 de abril de 2019, ela se declarou culpada das acusações de extorsão e de conspiração para extorsão, aguardando a sentença em setembro do mesmo ano.
No dia 3 de julho de 2023, ela foi solta de uma prisão federal na Califórnia. Ela evitou uma pena de prisão mais longa ao cooperar com as autoridades federais em seu caso contra o criador do grupo Keith Raniere.

## Carreira artística
| Ano     | Título                                        | Papel                 | Obs.                                                 |
| ------- | --------------------------------------------- | --------------------- | ---------------------------------------------------- |
| 1989    | Police Academy 6: City Under Siege            | Garotinha             |                                                      |
| 1989    | I Know My First Name is Steven                | Nettie                | Filme para a TV                                      |
| 1990    | Shangri-La Plaza                              | Jenny                 | Episódio: "Piloto"                                   |
| 1990    | Empty Nest                                    | Gloria                | Episódio: "There's No Accounting"                    |
| 1991    | Switched at Birth                             | Normia Twigg          | Filme para a TV                                      |
| 1991    | Living a Lie                                  | Stella                | Filme para a TV                                      |
| 1992    | The Perfect Bride                             | Pequena Stephanie     | Filme para a TV                                      |
| 1992    | A Private Matter                              | Terri Finkbine        | Filme para a TV                                      |
| 1992    | A Message from Holly                          | Ida                   | Filme para a TV                                      |
| 1993    | Evening Shade                                 | Julia                 | Episódios: "The Diary of Molly Newton" e "The Dance" |
| 1993    | Night Eyes Three                              | Natalie               |                                                      |
| 1993    | A Mother's Revenge                            | Wendy Sanders         | Filme para a TV                                      |
| 1994    | Camp Nowhere                                  | Heather               |                                                      |
| 1995    | No Dessert, Dad, Till You Mow the Lawn        | Monica Cochran        |                                                      |
| 1995    | Dad, the Angel & Me                           | Andrea                | Filme para a TV                                      |
| 1995    | Sweet Justice                                 | Jessica               | Episódio: "Broken Ties"                              |
| 1996    | Stolen Memories: Secrets from the Rose Garden | Katie                 | Filme para a TV                                      |
| 1996    | The Care and Handling of Roses                | Bess Townsend         | Filme para a TV                                      |
| 1996    | Unlikely Angel                                | Sarah Bartilson       | Filme para a TV                                      |
| 1997    | Honey, We Shrunk Ourselves                    | Jenny Szalinski       |                                                      |
| 1997    | Hiller and Diller                             | Brooke                | Seriado                                              |
| 1998    | 7th Heaven                                    | Nicole Jacob          | Episódio: "Cutters"                                  |
| 1999    | Providence                                    | Alicia                | Episódio: "Good Fellows"                             |
| 2000    | Opposite Sex                                  | Kate Jacobs           | 8 episódios                                          |
| 2001    | Kate Brasher                                  | Georgia               | Episódio: "Georgia"                                  |
| 2001    | My Horrible Year!                             | Nicola 'Nik' Faulkner | Filme para a TV                                      |
| 2001    | Smallville                                    | Chloe Sullivan        | 2001–2011, 204 episódios                             |
| 2002    | The Nightmare Room                            | Charlotte Scott       | Episódios: "Camp Nowhere, Parts 1 & 2"               |
| 2003    | Chloe Chronicles                              | Chloe Sullivan        | Série de internet (8 episódios, 2003–2004)           |
| 2006    | Vengeance Chronicles                          | Chloe Sullivan        | Série de internet (6 episódios)                      |
| 2006    | The Ant Bully                                 | Tiffany Nickle (voz)  | Filme de animação                                    |
| 2006    | The Batman                                    | Clea (voz)            | Episódio: "The Everywhere Man"                       |
| 2008    | Alice & Huck                                  | Alice                 | Curta-metragem                                       |
| 2009    | You                                           | Quincey               |                                                      |
| 2009    | Superman/Batman: Public Enemies               | Power Girl (voz)      | Filme de animação                                    |
| 2009    | Frog                                          | Ela mesma             | Curta-metragem                                       |
| 2010    | Riese                                         | Marlise               | Série de internet (3 episódios)                      |
| 2010    | Dirty Little Secret                           | Lauren Belle (voz)    | Série de internet                                    |
| 2011    |                                               |                       |                                                      |
| Marilyn | Marilyn                                       |                       |                                                      |
| Blink   | Produtora                                     | Curta-metragem        |                                                      |
| 2012    | Wilfred                                       | Amanda                | 2012-2014, 9 episódios                               |
| 2015    | The Following                                 | Hillary               | Episódio: "Reunion"                                  |

## Prêmios e indicações

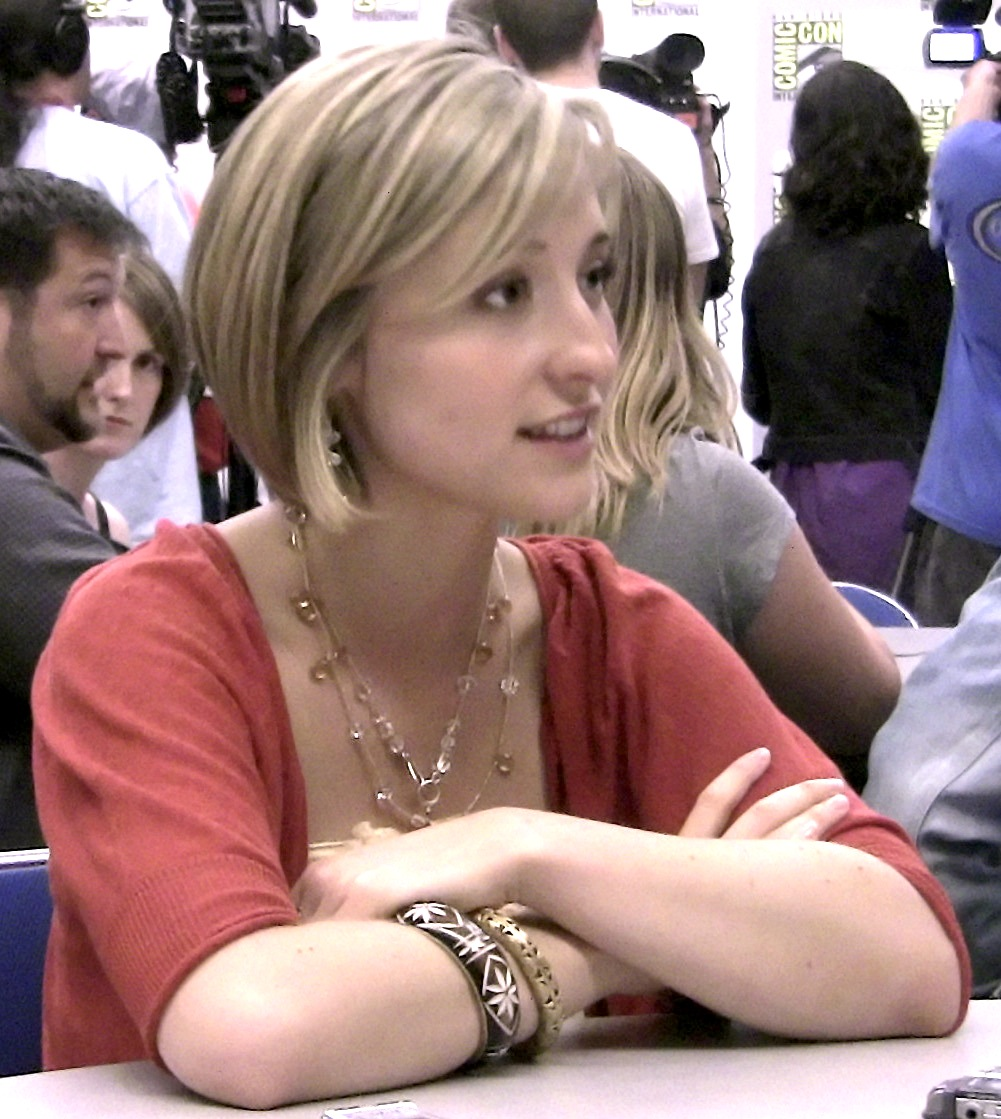
Allison Mack na Comic-Con de 2009

- 2002 - Indicada ao Teen Choice Award para melhor Sidekick em séries de TV - Smallville
- 2003 - Indicada ao Teen Choice Award para melhor Sidekick em séries de TV - Smallville
- 2004 - Indicada ao Teen Choice Award para melhor Sidekick em séries de TV - Smallville
- 2005 - Indicada ao Teen Choice Award para melhor Sidekick em séries de TV - Smallville
- 2006 - Vencedora do Teen Choice Award para melhor Sidekick em séries de TV - Smallville
- 2006 - Indicada do Saturn Award para melhor atriz coadjuvante na televisão - Smallville
- 2007 - Vencedora do Teen Choice Award para melhor Sidekick em séries de TV - Smallville
- 2007 - Indicada ao Saturn Award para melhor atriz coadjuvante de televisão - Smallville
- 2009 - Indicada ao Teen Choice Award para melhor Sidekick em séries de TV - Smallville